# 1917 في الأرجنتين
فيما يلي قوائم الأحداث التي وقعت خلال عام 1917 في الأرجنتين.

## سياسة

### تعيين في المنصب
- 5 يونيو – ليوبولدو ميلو عضو مجلس الشيوخ الأرجنتيني ‏.

## رياضة
- 1 يناير – دوري الدرجة الأولى الأرجنتيني 1917 الفائز نادي راسينغ.

## مواليد

### يناير
- 1 يناير – تيتو كليمنت ممثل أرجنتيني.
- 1 يناير – شولا كوهين
- 19 يناير – ماريو ماتيو درّاج طريق أرجنتيني.

### فبراير
- 6 فبراير – خوسيه ألونسو سياسي أرجنتيني.
- 8 فبراير – كارلوس خواريز سياسي أرجنتيني.

### أبريل
- 7 أبريل – روبرتو هويرتا سياسي أرجنتيني.

### مايو
- 8 مايو – راؤول كالفو لاعب كرة سلة أرجنتيني.

### أكتوبر
- 4 أكتوبر – لويس كارنيلجيا لاعب كرة قدم.

## وفيات

### فبراير
- 28 فبراير – بيدرو بونفاسيو بالاسيوس (مواليد 1854) كاتب أرجنتيني.